# Meraran
Meraran is een bestuurslaag in het regentschap Sumbawa Barat van de provincie West-Nusa Tenggara, Indonesië. Meraran telt 1696 inwoners (volkstelling 2010).